# Alfredo Paolella
Alfredo Paolella (Benevento, 6 de junio de 1928-Nápoles, 11 de octubre de 1978) fue un médico y docente italiano víctima del terrorismo de extrema izquierda en los anni di piombo italianos.

## Biografía
Alfredo Paolella se licenció en medicina por la Universidad de Nápoles y se especializó en medicina legal. Fue profesor de antropología criminal en la Universidad de Nápoles Federico II en 1977 y vuelve gerente del Centro de Observación Criminologica para las regiones Campania, Basilicata y Puglia con sede en la cárcel de Poggioreale. Fue también miembro de la Comisión Nacional para la reforma penitenciaria. En calidad de miembro, se hizo promotor de importantes reformas de la derecha penitenciaría y en tema de recuperación de los condenados, especialmente toxicodependentes.
Paolella, al día siguiente el homicidio de Girolamo Tartaglione, gerente general de la administración penitenciaria, se mata el 11 de octubre de 1978 al Vomero en Vía Consalvo Carelli, en la cochera del condominio en la cual habitaba, de un grupo de Antes línea con nueve golpes de arma de fuego. El homicidio se reivindica con una telefoneada al periódico El Mattino.
Susanna Ronconi, Nicola Solimano, Sonia Bendecidos, Bruno La Ronga y Feliz Maresca se divisarán en las condenas definitivas como autores materiales del homicidio. Imputados del homicidio también los miembros del ejecutivo de Antes Línea, Marco Donat Cattin y Sergio Segio que estarán absueltos. Aquello de Paolella fue el primer homicidio reivindicado de Antes línea.